# Форст-ан-дер-Вайнштрасе
Форст-ан-дер-Вайнштрасе (нем. Forst an der Weinstraße) — община в Германии, в земле Рейнланд-Пфальц.
Входит в состав района Бад-Дюркхайм. Подчиняется управлению Дайдесхайм. Население составляет 836 человек (на 31 декабря 2010 года). Занимает площадь 3,59 км².